# Meldeweg
Ein Meldeweg als Spiegel der Befehlskette ist der vorgegebene Weg des Informationsflusses, den eine Information innerhalb einer Organisationseinheit nehmen soll oder genommen hat. Er ist Bestandteil einer Organisationskommunikation.
Meldewege sind im Militär, bei Hilfsorganisationen und bei der Polizei gebräuchlich. Im Wirtschaftsleben wird er häufig Berichtsweg genannt.
Eine Meldung kann z. B. Lagemeldungen, Berichte und Unterstützungsbegehren enthalten.

Taktisches Zeichen „Meldekopf“ (Deutschland)

Eine Meldung soll dabei jede übergeordnete Ebene erreichen bzw. durchlaufen. Hierfür werden bei größeren Lagen Meldeköpfe installiert bzw. aktiviert.
Beispiele: 
- Meldeweg Leitstelle – Fahrzeug (BOS).
- Meldeweg in Deutschland bei Schadensereignissen technischer Anlagen ()
- Meldeverfahren während der COVID-19-Pandemie in Deutschland[1]